# Серед овець
«Серед овець» (або англ. «Among the sheep») — продовжувана серія українських коміксів від видавництва Vovkulaka, зі сценарієм та малюнком від Олександра Корешкова. Перший випуск коміксу вийшов у 2016 році.
За версією видання Gazeta.ua комікс Серед овець входить до 10 найпопулярніших українських коміксів.

## Синопсис
Щось клацнуло у світовому порядку і ви маєте шанс подивитись на речі, що нас оточують під іншим кутом. Що таке «страх бути людиною»? Як це «бачити кривду і мовчати»? Коли ми перетворюємось на наших катів?
Таких складних питань цураєшся до останнього. То, може, краще буде їх розганяти на прикладі одного пса що живе у світі тотального страху, брехні і жадібності? Живе немов вівця серед овець…

## Історія створення
Перший випуск коміксу вийшов 5 травня 2016 року. Другий випуск коміксу вийшов 6 травня 2017 року до Kyiv Comic Con 2017. 15 жовтня 2017 році на Київському Фестивалі Коміксів 2017 було представлено ексклюзивне видання другого номера коміксу з альтернативною обкладинкою. 24 березня 2018 вийшов третій випуск коміксу. 30 червня  2020 вийшов четвертий [Архівовано 13 листопада 2020 у Wayback Machine.] випуск коміксу.
7 листопада 2019 році вийшло перше зібране видання, де було об'єднано перші три номери коміксу. Разом зі звичайним виданням, вийшло також і лімітоване видання зі спеціальною білою палітуркою.

## Інформація про видання
| #                   | Назва                  | Дата публікації     | Формат              | Обкладинка          | Розміри             | Сторінки            | ISBN                   |
| Серед овець (2016-) | Серед овець (2016-)    | Серед овець (2016-) | Серед овець (2016-) | Серед овець (2016-) | Серед овець (2016-) | Серед овець (2016-) | Серед овець (2016-)    |
| ------------------- | ---------------------- | ------------------- | ------------------- | ------------------- | ------------------- | ------------------- | ---------------------- |
| 1                   | Серед овець. Випуск #1 | 5 травня 2016       | сингл               | м'яка               | 170х260 мм          | 32                  | ISBN 978-966-97753-0-6 |
| 2                   | Серед овець. Випуск #2 | 6 травня 2017       | сингл               | м'яка               | 170х260 мм          | 32                  | ISBN 978-966-97753-1-3 |
| 3                   | Серед овець. Випуск #3 | 24 березня 2018     | сингл               | м'яка               | 170х260 мм          | 56                  | ISBN 978-966-97753-2-0 |
| 4                   | Серед овець. Випуск #4 | 30 червня 2020      | сингл               | м'яка               | 170х260 мм          | 44                  | ISBN 978-617-7782-09-3 |
| Зібрані видання     |                        |                     |                     |                     |                     |                     |                        |
| 1                   | Серед овець. Книга #1  | 7 листопада 2019    | том                 | палітурка           | 170х260 мм          | 128                 | ISBN 978-617-7782-05-5 |